# Maasser Beiteddine
Maasser Beiteddine è un centro abitato e comune (municipalité) del Libano situato nel distretto dello Shuf, governatorato del Monte Libano.